# توفيق بوراس
توفيق بوراس المدعو أبو وائل هو مستشار رياضي متخصص في كرة الطائرة؛ هوايته الإنشاد الديني؛ منشد جزائري مولود بتاريخ 31 ديسمبر 1970م في مدينة سطيف.

## وفاته
توفي المنشد «توفيق بوراس» في يوم الأحد 8 جوان 2014م بسبب سكتة قلبية.

### مواضيع ذات صلة
- وزارة الثقافة الجزائرية
- ثقافة جزائرية
- ولاية سطيف
- دائرة سطيف
- مدينة سطيف
- ثقافة جزائرية
- فرقة الأقصى
- فرقة التبصرة
- رشيد بلعالية

### فايسبوك
- توفيق بوراس  على فيسبوك.

### وصلات خارجية
- موقع وزارة الثقافة الجزائرية

### فيديوهات
- توفيق بوراس: أنشودة يا ختام الأنبياء على يوتيوب.
- توفيق بوراس: أنشودة عزي إيماني على يوتيوب.
- توفيق بوراس: أنشودة سلامي لأمي على يوتيوب.
- توفيق بوراس: أنشودة يا رمضان على يوتيوب.